# Аби-Истадайи-Газни
А́би-Истада́йи-Газни́ (А́би-Истада́, Аби-Истадайи-Мукур, А́би-Иста́да) — мелководное бессточное солёное озеро на юге провинции Газни в юго-восточной части Афганистана. Главная река плоскогорья впадающая в озеро — Газни.
Площадь озера составляет 130 км², периодически пересыхает. Площадь водосборного бассейна — 17 252 км².
Озеро находится на высоте 2133 метров над уровнем моря в пределах Газни-Кандагарского плоскогорья. Мелководно, максимальная глубина — 3,7 м. Есть два острова — Кучнай-Гундай и Устаза-Гундай.
В 1977 году на основе озера и прилегающей к нему местности, был создан одноимённый резерват для охраны редких видов птиц, который на данный момент занимает площадь в 270 км².